# Мулянка (река, впадает в Исетское озеро)
Мулянка — река в Свердловской области России. Протекает вдоль южных окраин города Среднеуральска. Впадает в Исетское озеро с юго-западной стороны.
Берёт начало из Молебского болота на высоте около 262 метров. В озеро впадает на высоте 251,6 м. Общий перепад — 10,4 м.
Трудно проходима на резиновой лодке в летний период. Вблизи устья на Мулянке находится пруд с рыболовной базой, предоставляющей услуги платной рыбалки (есть карп, щука, окунь, лосось и буффало).
Мулянку пересекают железная и автомобильная дороги, а ниже рыболовной базы переброшен пешеходный мост.